# Chiesa di San Pietro (Urbe)
La chiesa di San Pietro è un luogo di culto cattolico situato nella frazione di San Pietro d'Olba, in piazza San Pietro, nel comune di Urbe in provincia di Savona. La chiesa è sede della parrocchia omonima della zona pastorale Ovadese-Genovese della diocesi di Acqui.
Nel territorio della parrocchia sorge l'oratorio della Santissima Concezione e Santi Filippo e Giacomo.

## Storia e descrizione

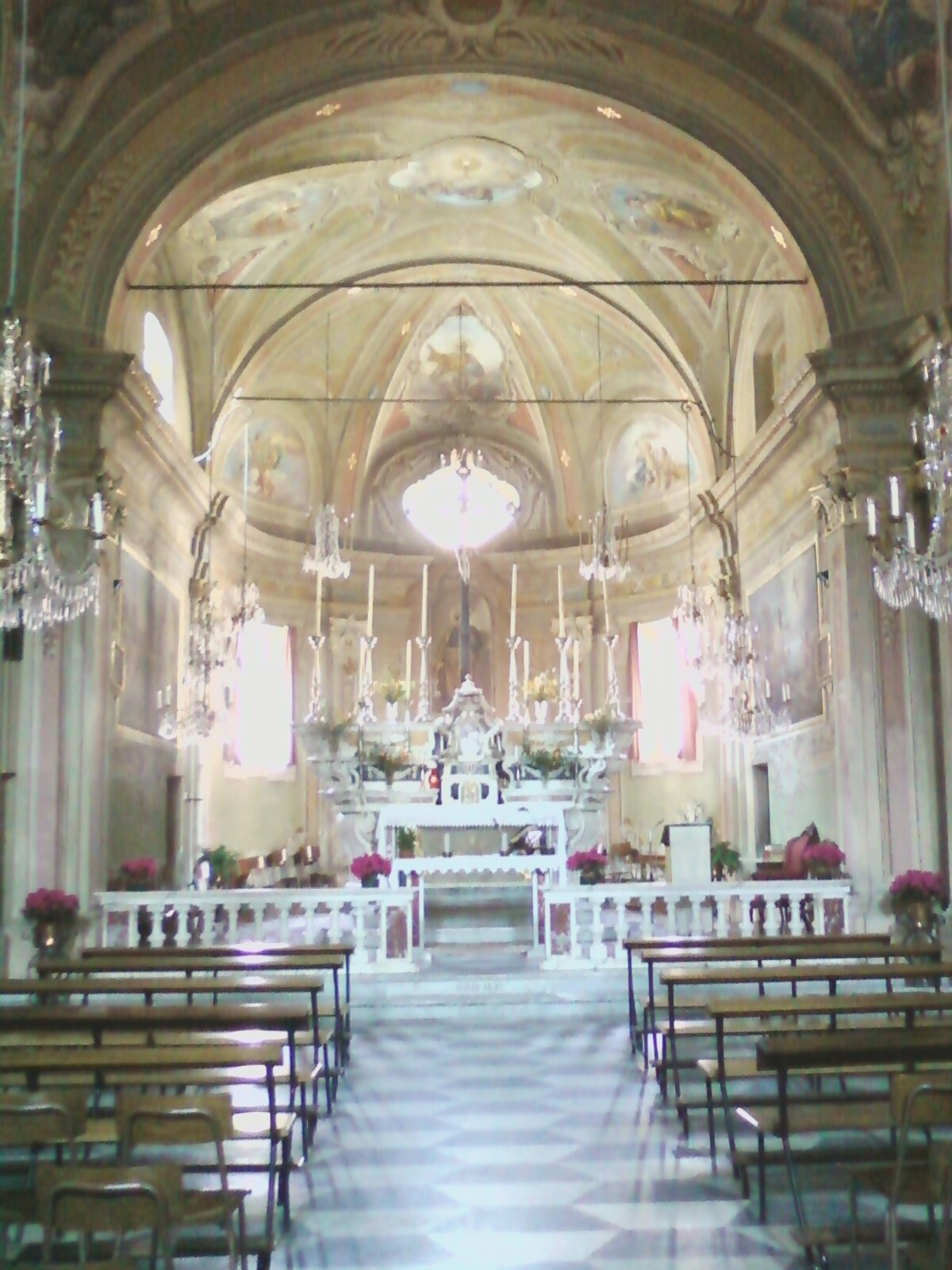
La navata

Un primo edificio fu costruito nel 1625 e poi ingrandito nel 1656. La chiesa divenne parrocchia autonoma nel 1683, smembrandosi dalla parrocchia di San Giovanni Battista di Sassello.
L'edificio attuale fu iniziato nel 1773 ed ha pianta a croce latina. Il campanile fu eretto nel 1882, mentre l'attuale facciata fu portata a termine nel 1910.
L'interno è decorato con pitture e oltre all'altare maggiore in marmo policromi si trovano anche due altari laterali (uno per transetto) dedicati al Sacro Cuore di Gesù e alla Madonna del Rosario.
Un piccolo organo a canne sovrasta l'ingresso, mentre al centro della volta spicca l'affresco (o più probabilmente una semplice pittura murale) della Gloria di san Pietro.